# Hells Angels vs. Bandidos – Der Rockerkrieg
Hells Angels vs. Bandidos – Der Rockerkrieg ist eine französische Filmdokumentation von 2011, die den Rockerkrieg der verfeindeten Motorradclubs Hells Angels und Bandidos thematisiert. Regie führten Xavier Deleu und Mikaël Lefrancois.

## Handlung
Begleitet wird zunächst ein Motorradclub aus dem Elsass, der die alljährlich stattfindende Sturgis Motorcycle Rally, das größte Motorradtreffen der Welt in der US-amerikanischen  Kleinstadt Sturgis, besucht. Dort trifft das Kamerateam den Ermittler Steve Cook, der als Ermittler des FBI die Motorradszene überwacht. Vorgestellt werden die Protagonisten des Films, die Bandidos und die Hells Angels. Danach geht es weiter nach Chicago. Dort gibt der Undercover-Agent Edward Jake ein kurzes Interview. Er infiltrierte den Outlaws MC in den Vereinigten Staaten und wurde von den Hells Angels geoutet.
Die Dokumentation berichtet dann über einen Prozess in Duisburg. Dort musste sich Timur, ein Anhänger der Hells Angels vor Gericht verantworten, weil er einen Bandido erschossen hat. Offensichtlich handelte es sich um einen Streit im Rotlichtmilieu. Die Dokumentation zeigt Bilder vom Prozess, den Sicherheitsvorkehrungen der Polizei und zeigt Mitglieder der Hells Angels und Bandidos, die zum Prozess anreisten. Timur wurde zu elf Jahren Haft wegen vorsätzlicher Tötung verurteilt.
Danach wechselt die Dokumentation nach Frankreich, wo zunächst mehrere Bandidos und anschließend ein Bandido-Treffen gezeigt wird. Dabei werden Hintergründe des Clubs beleuchtet. Nächste Station ist Dänemark, wo die Hells Angels im Drogenhandel der Hippie-Stadt Christiania mitmischen. Die Filmemacher konzentrieren sich auf die Arbeit der Polizei vor Ort, die versucht den Bandenkrieg zwischen den radikalen Hells-Angels-Supportern AK81 (81 steht als Zahlenkürzel für HA = Hells Angels) mit der Migrantengang Bloods (nach einem amerikanischen Vorbild) in Kopenhagen zu verhindern. Gezeigt wird auch der Sozialarbeiter Jean Jacques Royal, der sich um die Migrantengruppen kümmert. Der Gangkrieg hat bisher 9 Tote und 87 Verletzte hervorgebracht.
Die Dokumentation zeigt zum Ende die 10-Jahr-Feier des Nizza-Chapters der Bandidos und berichtet von den Friedensverträgen zwischen Bandidos und Hells Angels in Frankreich.

## Hintergrund
Hells Angels vs. Bandidos – Der Rockerkrieg erschien in Deutschland am 18. Oktober 2011 als Verleihversion auf Blu-ray Disc und DVD über das Ascot-Elite-Sublabel HotDoks. Eine Kaufversion erschien am 27. Januar 2012.

## Kritik
Nach Meinung der Kritiker krankt der Dokumentarfilm vor allem daran, dass, bedingt durch die kurze Laufzeit und die Abschottung der beiden MCs vor der Presse, vieles nur angeschnitten wird und daher zwar ein interessanter Einblick entstehe, aber auch viele Lücken nicht geschlossen werden.
Die Zeitschrift Screen DVD Magazin urteilte: „Einseitiger, wenig aufschlussreicher Blick auf die Subkultur der Rocker.“